# Thaumetopoea vareai
Thaumetopoea vareai är en fjärilsart som beskrevs av Ramon Agenjo Cecilia 1941. Thaumetopoea vareai ingår i släktet Thaumetopoea och familjen tandspinnare. Inga underarter finns listade i Catalogue of Life.